# Popillia versicolorea
Popillia versicolorea är en skalbaggsart som beskrevs av Ohaus 1911. Popillia versicolorea ingår i släktet Popillia och familjen Rutelidae. Inga underarter finns listade i Catalogue of Life.